# Julian Pollersbeck
Julian Pollersbeck (Altötting, 16 augustus 1994) is een Duits voetballer die als doelman speelt. Hij verruilde Hamburger SV in september 2020 voor Olympique Lyon.

## Clubcarrière
Pollersbeck verruilde in 2013 SV Burghausen voor Kaiserslautern. Op 11 september 2016 debuteerde hij in de 2. Bundesliga tegen SV Sandhausen. In zijn eerste seizoen veroverde de doelman meteen een basisplaats. In juni 2017 werd hij voor 3,5 miljoen euro verkocht aan Hamburger SV, waar hij een vierjarig contract tekende. In september 2020 verhuisde Pollersbeck naar Olympique Lyon, waar hij in de pikorde belandde achter eerste keeper Anthony Lopes.

## Interlandcarrière
Pollersbeck speelde zeven interlands voor Duitsland –21, waarvan vijf op het Europees kampioenschap voor spelers onder 21 jaar, dat Duitsland won door in de finale Spanje te verslaan. Pollersbeck haalde het team van het toernooi.